# María Victoria Angulo
María Victoria Angulo González (Ibagué, Tolima; 28 de enero de 1975) fue Ministra de Educación Nacional de Colombia, designada en agosto de 2018, por el expresidente Iván Duque Márquez.
Economista social con más de 20 años de experiencia laboral en materia de política social, con especial énfasis en educación; 16 años en el sector público colombiano en entidades como el Departamento Nacional de Planeación, el Ministerio de Desarrollo y el Ministerio de Educación Nacional, en donde fue Directora de Fomento a la Educación Superior y Subdirectora de Apoyo a las Instituciones. Posteriormente se desempeñó como Directora Ejecutiva de la Fundación Empresarios por la Educación y luego como Secretaria de Educación del Distrito de Bogotá.

## Biografía
Angulo es economista de la Universidad de Los Andes, con maestrías en Desarrollo Económico de la misma Universidad y en Análisis Económico Aplicado de la Universidad Pompeu Fabra de España.  
Entre 1997 y 1999 se desempeñó como asesora de la Dirección de Estudios Económicos en el Departamento Nacional de Planeación. Allí se destacó por su rol en análisis macroeconómico y la participación en diversas publicaciones sobre política presupuestal y social. 
En 2001, y hasta 2003, fue asesora y Subdirectora de Desarrollo Sectorial de la Secretaría de Hacienda del Distrito. En este rol, coordinó los estudios de medición de pobreza en Bogotá, lideró el análisis sobre avance en materia social y económica en Bogotá y definió una línea estratégica para promover el microcrédito, educación para jóvenes, ofertas educativas y generación de empleo. 
En agosto de 2004 asumió como Subdirectora de Apoyo a la Gestión de las Instituciones de Educación Superior del Ministerio de Educación Nacional, cargo que tuvo hasta julio de 2007. En este mes se posesionó como Directora de Fomento de Educación Superior del Ministerio de Educación Nacional. En este cargo se destacó por la puesta en marcha de sistemas de información de educación superior para contar con información de análisis y prospectiva del sector. Igualmente participó en la definición de los programas para el fomento de la cobertura y calidad de la educación superior en áreas como uso y apropiación de tics, apropiación social del conocimiento, educación técnica y tecnológica, fomento a la formación doctoral, regionalización de la educación superior entre otros.  
También, definió los procesos estratégicos en educación superior en el marco de la Revolución Educativa 2006-2010, apoyó a empresas e instituciones de educación superior en buenas prácticas para el análisis de la educación superior y la estructuración de proyectos de impacto en poblaciones vulnerables y estuvo encargada de buscar fuentes de financiación, administración y ejecución de recursos para aumentar el presupuesto de fomento a la educación superior. Así mismo, presidió consejos superiores de las principales universidades públicas del país. También participó en foros nacionales e internacionales sobre política educativa compartiendo los avances de la política pública generando redes y sinergias de colaboración entre instituciones de educación superior de América Latina. 
Entre 2011 y 2015 fue Directora Ejecutiva de la Fundación Empresarios por la Educación, donde articuló el apoyo desde la sociedad civil para el mejoramiento de la calidad educativa de la educación pública en 9 departamentos del país en niveles como primera infancia, primaria, secundaria y educación media. Como énfasis de esta gestión estuvo el trabajo en torno a liderazgo escolar, formación de maestros, ambientes y comunidades de aprendizaje. En este rol asumió colegiadamente con México, Chile y Brasil el liderazgo de REDUCA, la Red Latinoamericana de Organizaciones de la Sociedad Civil por la Educación, generando un intercambio de buenas prácticas en América Latina, además de un laboratorio de innovación educativa. También, diseñó y puso en marcha los programas Ola Escolar, para acompañar a los gobiernos locales con el fin de recuperar infraestructura educativa, y Rectores Líderes Transformadores, con el fin de mejorar el desarrollo y la calidad de los directivos docentes.  
En enero de 2016 asumió el cargo de Secretaria de Educación del Distrito en Bogotá, en el que propuso y  ejecutó el componente educativo del Plan de Desarrollo “Bogotá Mejor para Todos Archivado el 9 de agosto de 2019 en Wayback Machine.” en torno a los ejes Desarrollo integral desde la gestación hasta la adolescencia; Calidad educativa para todos: Inclusión educativa para la equidad; Acceso con calidad a la educación superior; Equipo por la educación para el reencuentro, la reconciliación y la paz; Transparencia, gestión pública y servicio a la ciudadanía; y Gobierno y ciudadanía digital. 
En este cargo lideró el sector social con el presupuesto más alto del Distrito, recursos que se invirtieron en programas como ‘Revolución de los colegios’, el diseño e implementación de la Ruta Integral de Atención a la Primera Infancia (RIA) y el Plan Distrital de Lectura y Escritura ‘Leer es Volar’, la transformación del Programa de Alimentación Escolar (el mejor calificado del país por parte del Ministerio de Educación Nacional), así como en la ampliación de la cobertura de estudiantes en Jornada Única, fortalecimiento de la calidad educativa, disminución de la deserción, entre otros. 
Así mismo, durante su paso por este cargo se alcanzaron hitos como el liderazgo de Bogotá en la implementación de la Ley de Primera Infancia, la tasa de deserción más baja en la capital colombiana durante los últimos 20 años, la ampliación de porcentajes de niños y niñas en jornada única y el diseño e implementación del Programa Integral de Mejoramiento de Entornos Escolares. 
Desde agosto de 2018 y hasta el 6 de agosto de 2022, se desempeñó como Ministra de Educación Nacional de la República de Colombia, bajo el gobierno del Presidente Iván Duque Márquez. Durante su paso por este cargo se aumentó la cobertura de la Jornada Única en el país, se fortaleció el Plan de Alimentación Escolar en el ámbito nacional con un aumento de recursos del 40%, se crearon 12.000 aulas nuevas y mejoradas, y se fomentó la formación de cerca de 140.000 profesores y directivos en todo el país.   
Dentro de sus hitos como Ministra, se destacan los 336.000 estudiantes que se graduaron de Educación Superior con el programa Generación E, así como la Ley 2155 de 2021 que reglamenta la Política de Gratuidad para la Educación Superior y el retorno total a la presencialidad de las instituciones educativas del país luego de los retos generados por la pandemia del Covid-19.   
Así mismo, Angulo ha sido docente en las universidades Javeriana, Rosario, Los Andes y la Escuela Superior de Administración Pública. Ha sido autora de más de 18 publicaciones académicas y cerca de 20 notas técnicas durante su paso por las distintas entidades donde se ha desempeñado.  

### Reconocimientos
- El Programa de Alimentación Escolar (PAE) que implementó la administración del alcalde Enrique Peñalosa y que estuvo a cargo de Angulo recibió en Ámsterdam (Holanda) un reconocimiento por parte de la organización internacional Open Contracting Partnership[2][3][4] "por ser un modelo exitoso, innovador y transparente". Además, es recordada en el ámbito político por haber contratado en la alcaldía de Enrique Peñalosa a la empresa Cooperativa de Suministros de Alimentos de Colombia. Dicha empresa es conocida e investigada por cobrar pechugas de pollo a 40.000 mil pesos para alimentación de niños de bajos recursos en Cartagena.
- Gracias a la gestión adelantada por Angulo, en el segundo semestre de 2018 el PAE también recibió el Premio Interamericano a la Innovación para la Gestión Pública Efectiva en la categoría Innovación en el Gobierno Abierto de la Organización de Estados Americanos.[5] Además, la Secretaría de Educación recibió por parte del BID el reconocimiento “Escuelas del Siglo XXI” a los proyectos IED Santa Librada e IED La Felicidad, por ser dos de los 80 proyectos de infraestructura escolar más innovadores de la región.
- María Victoria Angulo fue seleccionada por La Silla Vacía como parte de las 100 Mujeres Transformadoras,[6] “mujeres menores de 50 años que han transformado al país desde sus rincones y son símbolo de muchas otras que cambian a Colombia para bien”.
- El Tiempo la reconoció en diciembre de 2017 como uno de los personajes bogotanos que se destacaron durante ese año, por su buena gestión como secretaria de Educación y sus logros en el Programa de Alimentación Escolar.[7]
- Fue designada, por su trayectoria, como Vicepresidente del Comité de Dirección Global del ODS4[8] de Unesco, componente de educación agenda 2030, para el periodo 2018- 2021. En noviembre de 2021, fue designada para representar a América Latina y el Caribe en el Comité Directivo de Alto Nivel del ODS4 - Educación 2030. En el marco de Conferencia General de Unesco.
- Fue seleccionada para participar en el Programa de Liderazgo (International Leaders Programme - ILP) por parte del Reino Unido 2018- 2019.
- Obtuvo el Premio Nacional de Alta Gerencia: Medición del Desempeño Institucional. Premio de la Función Pública Colombiana, 2021 y 2022.
- Fue reconocida por el BID en 2021 por su compromiso y aportes para la enseñanza de la lectura y la calidad de la educación colombiana y latinoamericana.
- Obtuvo en 2021 el Premio a trayectoria en educación con impacto global, Outstanding Contribution in Education Award, por parte de GESS Education.
- República de Colombia - Orden de Boyacá en grado Gran Cruz, como reconocimiento por el trabajo realizado en pro de la educación del país durante todo el periodo de gobierno como Ministra de Educación Nacional

## Publicaciones
María Victoria Angulo participó en la producción de las siguientes publicaciones como Ministra de Educación Nacional:
- "Liderando Sistemas Educativos Durante la Pandemia de COVID 19", Fernando Reimers
- "Diálogos por un Nuevo Contrato Social para la Educación: Opciones para Reimaginar Juntos Nuestros Futuros", Fernando Reimers
- "Más espacios para Aprender, logros y avances de la infraestructura Educativa en Colombia 2018-2022”.
- “Educación en Colombia. Un sistema con más oportunidades y mayor equidad. Avances, legados y futuros de la educación”, 2022. Editorial Eafit
- “Plan Sectorial 2018 – 2022 Pacto por la equidad, pacto por la educación”, 2022.